# أحمد بهجت فتوح
أحمد بهجت فتوح (1951 - 21 مايو 2021) رجل أعمال مصري ويحمل الجنسية الأمريكية. مؤسس مجموعة شركات بهجت صاحب تليفزيون دريم وصاحب دريم بارك وشركة إنترنت مصر ودريم لاند وشركة جولدي للأجهزة الكهربائية وشركة انترفال للسياحة (جزء منها لأن الشركة عالمية) هو فقط وكيل لها في مصر والشرق الأوسط.
كانت بدايته أثناء دراسته الدكتوراه في الولايات المتحدة عام 1982 واخترع جهاز منبه، يحسب مواقيت الصلاة في أي بلد في العالم واتجاه القبلة، حيث يتم إدخال خطوط الطول والعرض، أو إدخال اسم المدينة، ويقوم المنبه بحساب مواقيت الصلاة لكل يوم، ودخل بهذا الاختراع في شراكة مع شركة «لوكهيد».

## الدراسة
تخرج أحمد بهجت في هندسة القاهرة قسم هندسة الاتصالات والإلكترونيات عام 1974
تم تعينه كمعيد في الجامعة في قسم الرياضيات والعلوم الطبيعية واستطاع أن يحصل على شهادة الماجستير في عام 1977 في كلية العلوم جامعة عين شمس ثم سافر إلى الولايات المتحدة عام 1978 لاستكمال دراسته في معهد جورجيا التقني إلى أن حصل على شهادتي البكالوريوس عام 1979 والدكتوراه في العام 1982.

## البدايات
أثناء معيشته في الولايات المتحدة كان أحمد بهجت يعمل عملا إضافيا إلى جانب دراسته ليساعده على تحمل مصاريف الإقامة حتى استطاع أن يدخر قدرا مقبولا من المال ساعده على تكوين شركة مع 8 مهندسين أميركيين قبل أن ينهي دراسته [بحاجة لمصدر].
بدأت الشركة أثناء زيارة الرئيس السابق حسني مبارك للـولايات المتحدة عام 1984. وفي هذا اللقاء طلب الرئيس المصري من د.أحمد بهجت العودة لعمل في مصر قائلا له «لو الناس مثلك لم يعودوا لمصر فمن سيطور البلد» وكان لهذا اللقاء أثر كبيرا جعله يقرر العودة إلى مصر.

## علاقته بالسلطة
يعد أحمد بهجت أحد أنجح رجال الأعمال في مصر وذلك لجهده وتفانيه في عمله وحبه لمصر وأدى ذلك لقربه من السلطة وتناقل الناس أقوالا ترتقي إلى الحقيقة بأنه كان مجرد واجهة لإبن الرئيس السابق مبارك وهناك العديد من الأدلة على ذلك مثل شرائه لمتر الأرض في دريم لاند بخمسة قروش ثم إعادة بيعها إلى البنك الأهلي بمائة وعشرون جنيها للمتر.[بحاجة لمصدر]
في عام 2005 وأثناء زيارة رجل الأعمال أحمد بهجت للولايات المتحدة مع الوفد المصري برئاسة الرئيس السابق محمد حسني مبارك حدث له انفجار في أحد شرايين القلب الأمر الذي استدعى تركيب جهاز إلكتروني داخل جسده لتنظيم عمل ضربات القلب وتدافع الدم إلي باقي أجزاء جسده وهذا الجهاز يحتاج لصيانة دورية تستوجب زيارة للولايات المتحدة الأمريكية
تبرع بستة ملايين ونصف المليون دولار لصندوق تحيا مصر في يوليو 2014.[بحاجة لمصدر]

## علاقته بالرياضة
طالبته جماهير نادي الزمالك بالترشح لرئاسة النادي في فترة الاضطرابات التي كان يمر بها نادي الزمالك الذي يعشقه كثيرا ولكن لم يحدث شيء ولم يرشح نفسه لرئاسة النادي أو عضوية مجلس الإدارة وقد يرجع سبب ذلك إلى انشغاله لإدارة مجموعته أو مرضه حيث كان يعاني في فترة من القلب قبل أن يسافر لأجراء عملية جراحية في الخارج.

## الوفاة
توفي في يوم الجمعة 21 مايو 2021 ميلاديًّا الموافق 9 شوال 1442 هجريًّا بعد صراع طويل مع المرض عن عمر يناهز 70 سنة.

## وصلات خارجية
- أحمد بهجت (باللغة الإنجليزية)